# Хынчешты (Фалештский район)
Хынчешты (рум. Hîncești, Хынчешть, в советский период — Ганчешты) — село в Фалештском районе Молдавии. Относится к коммуне Кэлинешть.

## География
Село расположено на высоте 65 метров над уровнем моря.

## Население
По данным переписи населения 2004 года, в селе Хынчешть проживало 1155 человек (552 мужчины, 603 женщины).
Этнический состав села:
| Национальность | Число жителей | Процентный состав |
| -------------- | ------------- | ----------------- |
| молдаване      | 1143          | 98.96             |
| русские        | 6             | 0.52              |
| украинцы       | 5             | 0.43              |
| гагаузы        | 1             | 0.09              |
| Всего          | 1155          | 100%              |